# Ralador

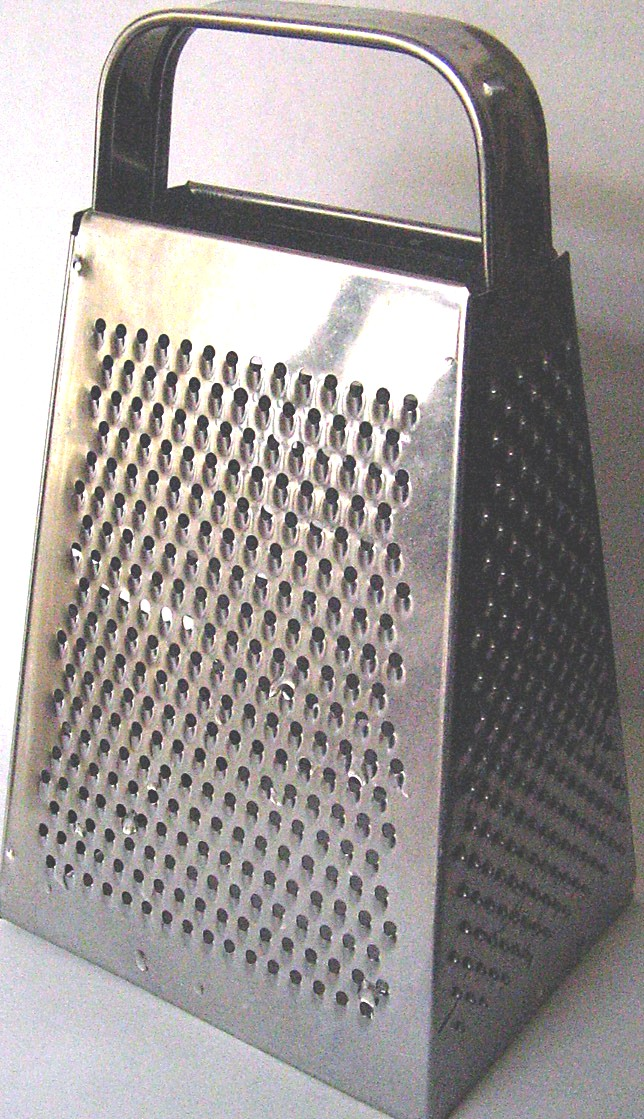
Um ralador manual

 O ralador é um utensílio culinário usado para ralar alguns alimentos, ou seja, dividi-los em pequenos pedaços ou partículas.
É normalmente construído de uma folha de metal (geralmente alumínio) curva e presa a um suporte de madeira ou metal, com orifícios ou fendas que deixam um bordo cortante no exterior.
Embora haja ainda raladores especializados como o que serve para ralar a casca de limão para aromatizar muitos doces ou ralador-de-coco, é mais comum o tipo multiuso, geralmente com quatro faces com características cortantes diferentes, uma para o limão e a noz moscada, outra para o queijo, uma terceira para as cenouras ou outros vegetais que se pretendem em filamentos e uma quarta para cortar batatas (ou outros vegetais) em rodelas.
Apesar de ainda ser muito comum, existem já aparelhos mecânicos ou mesmo eléctricos que fazem algumas das suas funções, como o corte de vegetais para saladas.

## Raladores dos nativos do Novo Mundo
A mandioca foi o alimento mais utilizado pela maioria dos nativos que habitavam desde o Brasil até o México. Com ela eram feitos vários derivados alimentícios, muitos dos quais necessitavam que a mandioca fosse ralada, o que denota a importância do ralador para aqueles povos.
O ralador de mandioca dos povos do Xingu consistia de uma tábua retangular, parcialmente côncava e com 2/3 de sua superfície incrustada com pequenas pedras de quartzo que eram presas na madeira com látex de sorva. Outras tribos utilizavam apenas pedras ásperas, casca ou raiz com superfície dura ou com a superfície dotada de saliências e reentrâncias.
Os Camaiurá do Parque Nacional do Xingú utilizam espinhas presas à madeira, enquanto os Juruna do Mato Grosso e Pará simplesmente empregam casca de árvore com espinho.
Índios no século XVI no Rio de Janeiro faziam seus raladores prendendo pequenas pedras na casca da certa árvore. Índios amazônicos usavam as raízes aéreas da palmeira paxiúba como raladores e índios do Maranhão utilizavam um ralador que consistia de um pedaço de madeira encravado com pedras e espinhas de peixes, mesmo processo utilizado pelos Tupinambá do litoral brasileiro.